# 戚鰓
戚鰓（前3世纪？—前191年），汉朝初年列侯。
秦二世三年（前207年），刘邦率军西进，到达丹水（今河南省淅川县西）时，高武侯鰓、襄侯王陵归降。刘邦回攻胡阳（今河南省唐河县西南），与番君属将梅，一同攻打析县（今河南省西峡县）和郦县（今河南省南阳市西北），析、郦二地也都投降。晋灼认为高武侯鰓就是戚鰓。戚鰓初起從刘邦為郎，以都尉守蘄城，担任中尉时，于汉高帝十一年（前196年）二月，封臨轅侯，五百戶，次序一百一十六。在位六年，汉惠帝四年（前191年）去世，谥号堅。其子戚觸龍在惠帝五年（前190年）袭封臨轅侯，谥夷。戚觸龍之子戚忠，汉景帝前四年（前153年）袭封臨轅侯，谥共，汉武帝建元四年（前137年），戚忠子戚賢袭封臨轅侯。元鼎五年（前112年），戚賢因酎金，國除。清王相《百家姓考略》載，戚鰓为戚夫人的父亲。

## 延伸閱讀
- 《史记》卷八 高祖本纪
- 《史记》卷十八 汉兴以来诸侯王年表第五